# کایل ایستوود
کایل ایستوود (انگلیسی: Kyle Eastwood؛ زادهٔ ۱۹ مهٔ ۱۹۶۸) موسیقی‌دان و بازیگر اهل ایالات متحده آمریکا است.

وی از سال ۱۹۹۰ میلادی تاکنون مشغول فعالیت بوده‌است.
او فرزند کلینت ایستوود است.